# Aldansky (huyện)
Huyện Aldansky (tiếng Nga: Алда́нский улу́с) là một huyện hành chính tự quản (raion), của Cộng hòa Sakha, Nga. Huyện có diện tích 156800 kilômét vuông. Trung tâm của huyện đóng ở Aldan.